# 齋藤武雄 (環境・エネルギー科学者)
齋藤 武雄（さいとう たけお、1942年11月18日 - ）は、日本の環境・エネルギー科学者、機械工学研究者。東北大学名誉教授。株式会社ハービマンエネルギー戦略研究所 代表取締役所長。
エネルギー機関として熱効率を劇的に改善するとされるShinla(シンラ)タービンの発明者である。

## 来歴
宮城県出身。宮城県仙台第二高等学校を経て、東北大学工学部機械工学第二学科を卒業後、1971年3月に同大学院工学研究科機械工学専攻博士課程を修了した。同年に論文題目「非定常対向流拡散炎に関する研究」で東北大学より工学博士号を授与される。
大学院修了後は、相模工業大学（現・湘南工科大学）で講師、助教授（1972年から）を務める。この間1982年にはコロラド州立大学太陽エネルギー応用研究所に客員研究員として在籍した。
1988年3月に東北大学工学部教授に就任。東北大学工学部機械系学科、同大学院機械系専攻、同大学院環境科学研究科教授を歴任した。2006年3月に退官し名誉教授となる。2024年春の叙勲で瑞宝中綬章を受章した。
退官後も自ら設立したハービマンエネルギー戦略研究所で研究活動を続ける。

## 研究分野
機械工学の中でも燃焼現象、熱工学・熱機関の研究に長年従事している。
蝋燭の炎がなぜあの形になるのかから始まり、燃焼現象について定式的・数値計算的な解析を行った。
また熱工学として熱の移動、伝熱工学にも造詣が深い。この分野の研究に従事した事から機械工学分野での数値計算・熱工学に関する著書(共著、執筆分担を含む)を上梓している。
熱効率を劇的に改善するとされるShinla(シンラ)タービンを発明して米国特許を取得した。
熱現象としてヒートアイランドの研究にも従事し、2005年に日本ヒートアイランド学会を創設した。1997年の著書で、都市部での温度上昇で2031年には東京・大手町で夏場の18時に気温が43.5℃に達するとの見解を示した。
他に太陽熱の工学的利用に関する研究にも取り組んでいる。

## Shinla Turbine(シンラタービン)
回転軸に円盤を平行に密集して装着し、その間隙に流体を流して流体と円盤の間に働く摩擦力で回転させるテスラタービンに対して、
円盤に流体の流れを受けるのに適合させた切り欠きを施す等の改良したものである。
齋藤の主張によれば熱効率80％を達成することが可能で、燃料の種類を選ばず動作するという。
米国特許US8678749B2。

## 著書

### 単著
学術書
- 『数値伝熱学』養賢堂、1986年

一般書
- 『地球と都市の温暖化』森北出版、1992年
- 『ヒートアイランド』講談社《講談社ブルーバックス》、1997年

### 共著等
学術書
- 甲藤好郎他（編著）『伝熱学特論』（共著）養賢堂、1984年
- 矢川元基（編著）『計算力学』（共著）養賢堂、1989年
- 登坂宣好、矢川元基（共編） 『計算力学IV』（共著）養賢堂、1989年
- 『伝熱工学資料（第4版）』（執筆分担）日本機械学会、1984年
  - 『伝熱工学資料（改訂第4版）』（執筆分担）日本機械学会、1986年
- K. C. Cheng（著）、N. Seki（編）『Freezing And Melting Heat Transfer In Engineering』（執筆分担）CRC Press、1991年
- 『伝熱工学ハンドブック』（執筆分担）日本機械学会、1994年
- 『燃焼工学ハンドブック』（執筆分担）日本機械学会、1995年
- Gideon Golany、Keisuke Hanaki、Osamu Koide（共編）『Japanese Urban Environment』（執筆分担）Emerald Group Pub Ltd、1998年
- 『日本冷凍空調年鑑 2005』（執筆分担）日本冷凍冷房新聞社、2005年